# فريدريك ويلر
فريدريك ويلر (بالإنجليزية: Frederick Wheeler)‏ هو موظف مدني أسترالي، ولد في 9 يناير 1914، وتوفي في 5 أغسطس 1994.